# Sveta Marija (otok)
Koordinati:   42°46′08″N, 17°21′36″E
Sveta Marija je jadranski otoček, ki leži na znotraj Velikega jezera v Narodnem parku Mljet. Površina otočka meri 0,017 km². Dolžina obalnega pasu je 0,48 km.

## Samostan
Na otočku Sveta Marija stoji benediktinski samostan, postavljen v 12. stoletju. Samostanska cerkev ima karakteristike apulijske romanike. Preddverje je bilo verjetno grajeno na prehodu iz 12. v 13 stoletje. Na portalu je grb družine Gundulić iz obdobja med 15. in 16. stoletjem. V istem času je bila postavljen tudi obrambni stolp. V času baroka so cerkvi dozidali dve stranski kapeli z oltarjem. V zvoniku je urejen lapidarij.
Samostanska cerkev je bila 1949. leta restavrirana. Že v preteklih stoletjih zapuščen samostan je bil v letih 1959 do 1961 preurejen v hotel, leta 1998 pa je bil objekt vrnjen škofiji.

## Turizem
Na otok je mogoče priti z ladjicami Narodnega parka Mljet. Na njem se nahaja restavracija. 